# جورج برستون مارشال
جورج برستون مارشال (بالإنجليزية: George Preston Marshall)‏ هو شخصية أعمال أمريكي، ولد في 11 أكتوبر 1896 في غرافتون في الولايات المتحدة، وتوفي في 9 أغسطس 1969 في واشنطن العاصمة في الولايات المتحدة.

## وصلات خارجية
- جورج برستون مارشال على موقع إن إن دي بي (الإنجليزية)